# Billel Benaldjia
Billel Benaldjia (sinh ngày 23 tháng 8 năm 1988) là một cầu thủ bóng đá người Algérie hiện tại thi đấu ở vị trí tiền vệ cho USM Bel-Abbès ở Giải bóng đá hạng nhất quốc gia Algérie.